# Saka (Marokko)
Saka (Arabisch: صاكة, Tamazight: ⵙⴰⴽⴰ) is een plaats in de Marokkaanse provincie Guercif in de regio Oriental in het Rifgebergte. Saka telde in 2024 ruim 20.000 inwoners.

## Dorpen
- Aazzouzen
- Ait Ayoub
- Ait Khlouf (Ikhoukhchen)
- Ait Taleb
- Alwasaa
- Ba Brahim
- Boukhachba
- Douiyate Oulad Otmane
- El Kachla
- Fegrachat
- Ihajoujen 1
- Ihajoujen 2
- Ihajoujen 3
- Hidra
- Iaanaten 1
- Iaanaten 2
- Iaanaten 3
- Ianaten
- Iboutahren (Aghbal)
- Iboutahren
- Ibzizen
- Ichn' Rouadi
- Idennounen
- Ighadaren
- Ihdouten Assalhiyine
- Ikniouen
- Ikhoutan (Hassi Winzga)
- Imragaanen
- Issaddiken
- Izerrouken
- Izougaghen Aghrib
- Kahf Al Baroud: Iaabouten
- Lamaalmine
- Lamzagta
- Ouled Ahmed Ben Salem
- Ouled Mohammadi
- Ouled Raho
- Ouled Rahou Matlak Sabsab
- Ouled Rahou Tasdfacht Ouled Otmane
- Saka
- Tadtacht Ouled Rahou
- Tasdfacht
- Tizi 'n Touzine
- Zamih Ouled Al Mir[1]

## Geboren
- Abdelhali Chaiat, voetballer